# Brejolândia
Brejolândia est une municipalité brésilienne de l'État de Bahia et la microrégion de Cotegipe.